# 三林东站
三林东站（工程名称东明路站，原称三林公园站）位于上海浦東新区东明路街道，车站位于三林路东明路，车站主体位于三林路地下，横跨路口，呈近东西方向。为上海轨道交通11号线北段二期的车站，于2013年8月31日启用。

## 车站结构

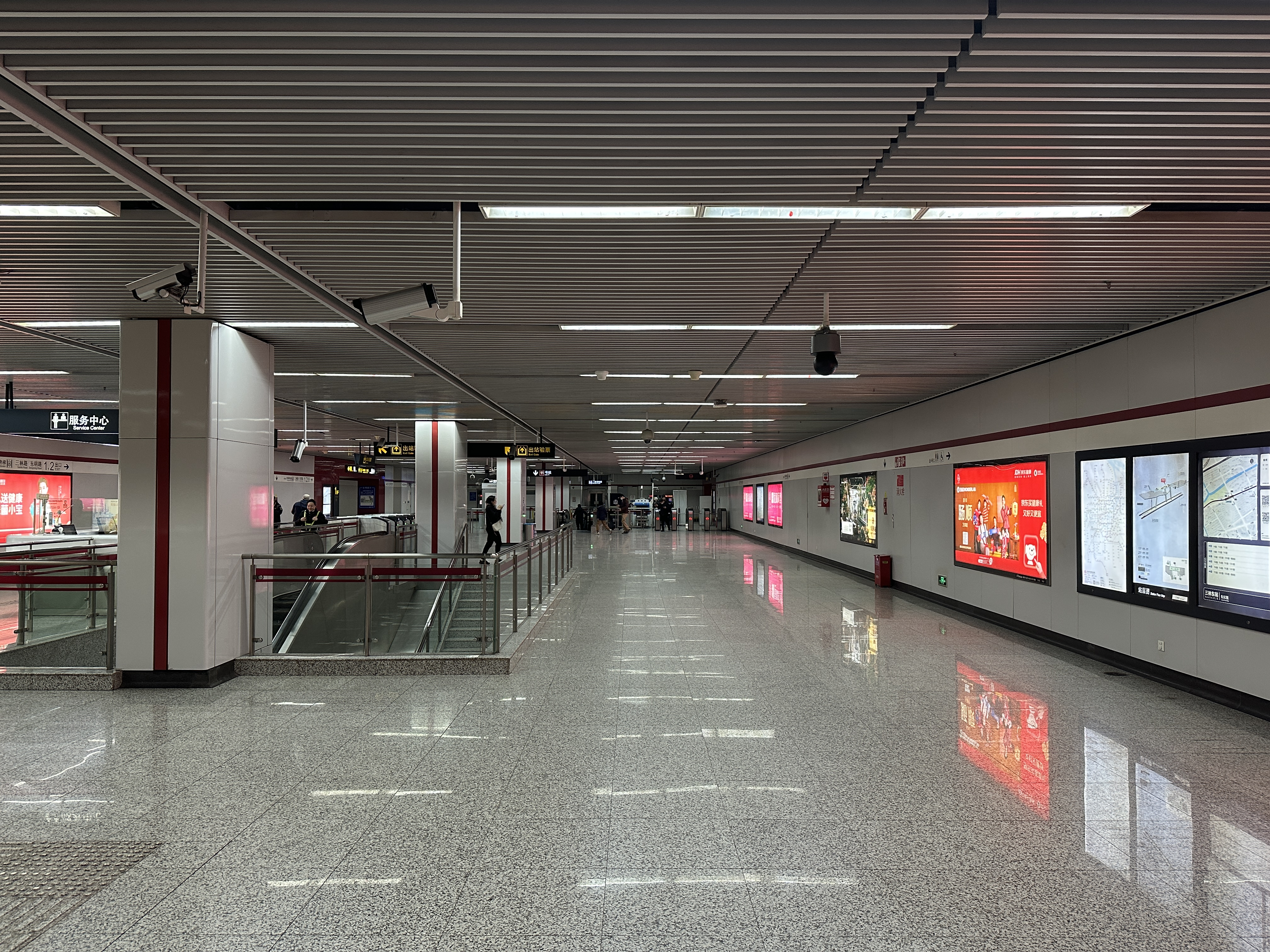
站厅

| 地面层   | 出入口             | 1-2、4出入口                     |  |  |
| 地下一层 | 站厅               | 票务服务、自动售票机、人工服务台 |  |  |
| 地下二层 |                    | █ 11号线 往嘉定北或花桥（三林）  |  |  |
|          | 岛式站台，左侧开门 |                                  |  |  |
|          |                    | █ 11号线 往迪士尼（浦三路）      |  |  |

## 公交换乘
84、572区间、755、780、784、795、986区间、1003、周南线、南南线

## 车站出口
三林东站目前开放3个出入口，近4号出口设地下连通道通向毗邻的公园道商场，各出入口如下所示：
| 出口编号            | 出口指示                 | 照片 |
| ------------------- | ------------------------ | ---- |
| 1 · 出口            | 东明路，三林路           |      |
| 2 · 出口            | 东明路，三林路           |      |
| 4 · 出口 · （设有） | 三林路，东明路，三林公园 |      |
| 图例： 设有         |                          |      |